# Dabaga
Dabaga este o comună rurală din departamentul Tchirozerine, regiunea Agadez, Niger, cu o populație de 18.286 de locuitori (2001).